# Lítium-oxid
A lítium-oxid (Li2O) szervetlen vegyület, a lítium oxidja. A fémlítium levegőn történő égése során keletkezik – mellette kis mennyiségű lítium-peroxid is képződik –, amikor is a lítium oxigénnel egyesül:
4Li+O2 → 2Li2O.
Tiszta Li2O a lítium-peroxid (Li2O2) 450 °C-on végzett hőbontásával állítható elő:
2Li2O2 → 2Li2O + O2

## Szerkezete
Szilárd állapotban antifluorit szerkezetű, mely a kalcium-fluorid (CaF2) rácsához hasonlít, csak benne a fluorid anionokat lítium kation, míg a kalcium kationokat oxid anion helyettesíti.
Gázfázisban az alapállapotú Li2O molekula lineáris, a kötéshossz összhangban van az erős ionos kötéstől várt értékkel. A vegyértékelektron-taszítási elmélet a H2O-hoz hasonló V-alakot jósolna.

## Felhasználása
A lítium-oxidot zománcalapként használják kerámiamázaknál, rézzel kék, kobalttal rózsaszín színeket ad. Vízzel és gőzzel lítium-hidroxid keletkezése közben reagál, ezért ezektől védve tárolandó.
Vizsgálják a hőálló bevonatok roncsolásmentes emissziós spektroszkópiai elemzésére és kopásfigyelésére történő felhasználását is. Cirkónia kerámia fedőbevonatokhoz adagolható ittrium-oxid mellé anélkül, hogy a bevonat várható élettartamát jelentősen csökkentené. Nagy hőmérsékleten a lítium-oxid jól detektálható sugárzást bocsát ki, melynek intenzitása a bevonat kopásával növekszik. Ennek felhasználásával az ilyen rendszerek a helyszínen folyamatosan ellenőrizhetőek lennének, ami lehetővé tenné a meghibásodásig hátralevő időtartam vagy a karbantartás szükségességének pontos előrejelzését.
Egyik lehetséges új felhasználása a mobiltelefonoktól a laptopokon át az elektromos autókban használt lítiumion-akkumulátor katódanyagaként történő alkalmazása, ezzel a jelenleg használt lítium-kobalt-oxidot helyettesítenék.

## Fordítás
Ez a szócikk részben vagy egészben  a   Lithium oxide című angol Wikipédia-szócikk ezen változatának fordításán alapul.  Az eredeti cikk szerkesztőit annak laptörténete sorolja fel. Ez a jelzés csupán a megfogalmazás eredetét és a szerzői jogokat jelzi, nem szolgál a cikkben szereplő információk forrásmegjelöléseként.